# Балдан-Супијеј (Венеција)
Балдан-Супијеј (итал. Baldan-Suppiei) је насеље у Италији у округу Венеција, региону Венето.
Према процени из 2011. у насељу је живело 77 становника. Насеље се налази на надморској висини од -1 м.